# Warkowicze
Warkowicze (ukr. Варковичі, Warkowyczi) – wieś w rejonie dubieńskim obwodu rówieńskiego. Wieś liczy 1761 mieszkańców.

## Historia
Właścicielem wsi przez pewien czas był kasztelan wołyński Michajło Myszka herbu Korczak. W Warkowiczach pochowano Konstancję Malczewską (1800 r.), matkę poety romantycznego, Antoniego Malczewskiego.
W II Rzeczypospolitej miejscowość była siedzibą gminy wiejskiej Warkowicze w powiecie dubieńskim województwa wołyńskiego.
W okresie międzywojennym większość mieszkańców miejscowości stanowili Żydzi. W 1941 roku mogło być ich ponad tysiąc. Podczas okupacji niemieckiej żydowska część ludności została eksterminowana. W maju 1942 roku Niemcy utworzyli dla niej getto, które już kilka miesięcy później zostało zlikwidowane. 7 października 1942 roku hitlerowcy rozstrzelali około 1,5 tysiąca mieszkańców getta; zdołało zbiec około 60 ludzi, którzy znaleźli schronienie w okolicznych czeskich osadach. Ukraińskie małżeństwo, Mychajło i Jełyzaweta Melnyczukowie, ukrywało tutaj Żyda Leona Scheuera, za co w 1989 roku Instytut Jad Waszem uhonorował je tytułami Sprawiedliwych wśród Narodów Świata.

## Zabytki

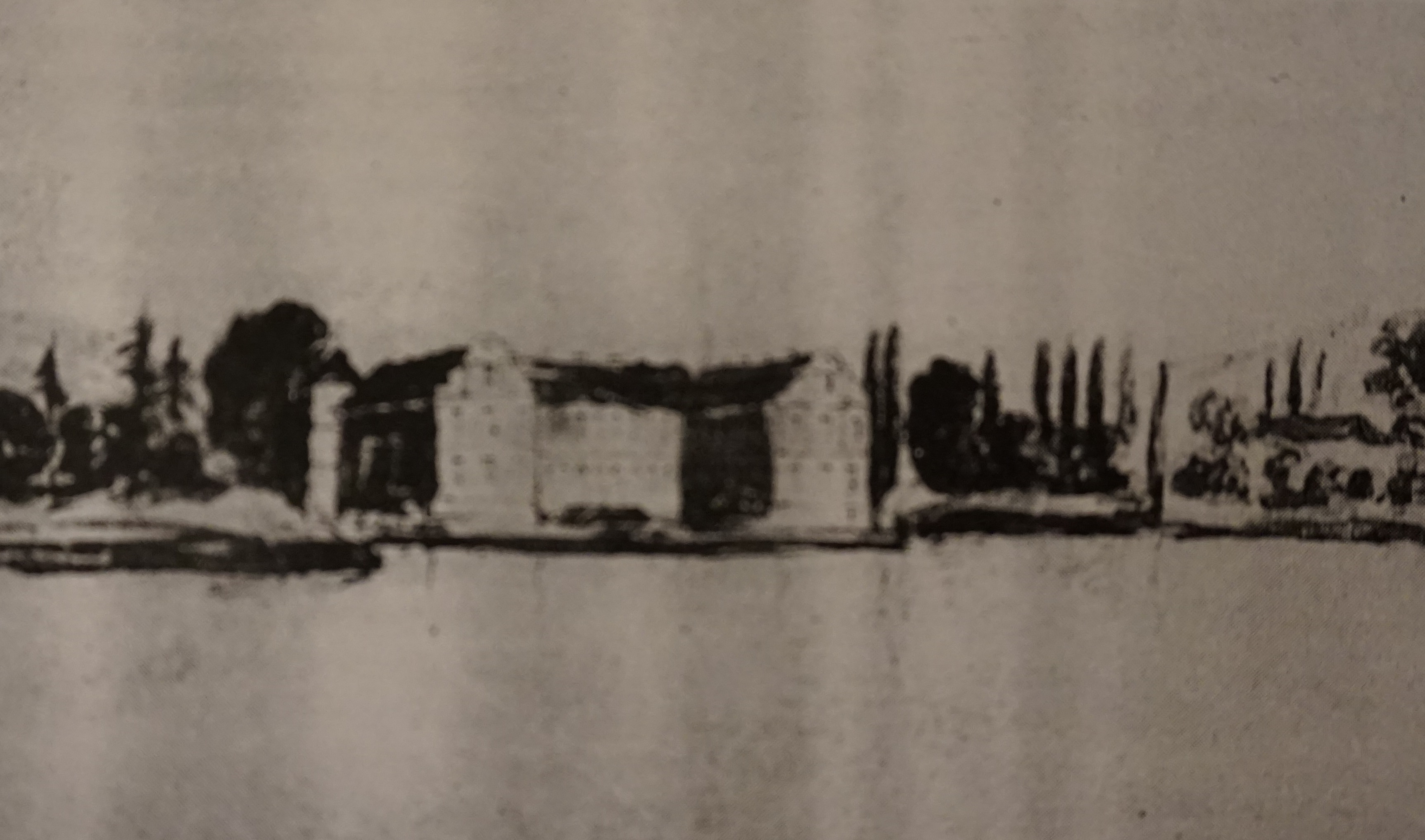
Pałac w Warkowiczach od strony jeziora

- Pałac w Warkowiczach wybudowany na planie podkowy[6] przez Ledóchowskich na początku XVIII w. W centralnej części frontu znajdował się most zwodzony prowadzący do bramy wjazdowej; na narożnikach po obu stronach stały cylindryczne baszty. Skrzydła pałacu, krytego niewysokim dachem mansardowym, wysunięte były do tyłu w stronę stawu. Wewnątrz znajdowały się długie korytarze oraz ogromna sala jadalna. Obiekt przestał istnieć po I wojnie światowej[7].

## Urodzeni w Warkowiczach
- Antoni Andrzejowski (1785—1868) — polski przyrodnik, botanik, geolog, pamiętnikarz, pisarz, wykładowca Liceum Krzemienieckiego
- Czesław Obrębski (1928—2011) — kapitan Polskiej Marynarki Wojennej.